# Jan Wawrzyniec Tuźnik
Jan Wawrzyniec Tuźnik (ur. 21 marca 1988) – polski reżyser, aktor i lektor, związany z teatrem i filmem. 

## Życiorys
Jan Wawrzyniec Tuźnik już w młodzieńczych latach rozwijał swoje umiejętności aktorskie, będąc związanym z lubelskim Teatrem Panopticum. Ukończył studia na Wydziale Sztuki Lalkarskiej białostockiej filii Akademii Teatralnej im. Aleksandra Zelwerowicza w Warszawie.
W latach 2011–2013 był członkiem zespołu Teatru Wierszalin w Supraślu, gdzie występował w ważnych spektaklach, takich jak "Wszyscy Święci. Zabłudowski cud" i "Boska Komedia". W 2013 roku przeniósł swoją aktywność do lubelskiego Centrum Kultury, gdzie współpracował z wieloma zespołami teatralnymi, w tym z Czytelnią Dramatu, Pracownią Sztuczka, Sceną InVitro oraz neTTheatre. 
W 2015 roku Tuźnik założył własną grupę teatralną – Teatr Klepisko, znaną jako "teatr w stodole" zlokalizowany pod Kazimierzem Dolnym. W 2024 ukończył kurs teatru dokumentalnego w Instytucie im. Jerzego Grotowskiego we Wrocławiu. Obecnie studiuje reżyserię na Akademii Teatralnej im. Aleksandra Zelwerowicza w Warszawie.

## Kariera teatralna
Tuźnik zagrał w wielu spektaklach teatralnych oraz zrealizował własne projekty jako reżyser. Jego aktywność teatralna obejmuje zarówno role aktorskie, jak i twórczość reżyserską oraz współpracę techniczną. 

### Wybrane role teatralne[3]
- "Wszyscy Święci. Zabłudowski cud" (2012) – Proboszcz parafii w Z., Teatr Wierszalin, Supraśl

- "Boska Komedia" (2012) – Rama Prahpahti, Teatr Wierszalin, Supraśl

- "Pchła Sza" (2014) – Teatr Centrum Kultury, Lublin

- "Brak sensu, Aniołek, Żyrafa i Stołek" (2017) – Teatr Czytelni Dramatu, Lublin

### Reżyseria
- "Zamek" (2019) – Teatr Klepisko[4]

- "Matka" (2019) – Teatr Klepisko[5][6]

## Kariera filmowa
Jan Wawrzyniec Tuźnik pojawił się również w polskich serialach telewizyjnych, gdzie wcielał się w różnorodne role, w tym postacie historyczne. Wystąpił m.in. w serialu "Młody Piłsudski", gdzie zagrał brata Józefa Piłsudskiego – Adama. 

### Wybrane role filmowe[7]
- "Korona Królów" (2018–2020) – Krzyżak

- "Młody Piłsudski" (2019) – Adam Piłsudski

- "Barwy szczęścia" (2020) – Jakub Lemański

- "Pati" (2023) – barman w "Ritualu"

- "Na dobre i na złe" (2024) – fotograf

## Działalność artystyczna
Oprócz pracy aktorskiej i reżyserskiej, Tuźnik angażuje się w rozwój teatru alternatywnego oraz teatru dokumentalnego. Jego projekty często łączą tradycyjne formy sztuki teatralnej z nowoczesnymi technikami narracyjnymi.